# Brosmind Studio
Brosmind és un estudi gràfic creat el 2006, centrat en la il·lustració, situat a Barcelona. Va ser fundat pels germans Juan (1978) i Alejandro Mingarro (1981), naturals d'Osca i formats com a dissenyadors gràfic i de producte, respectivament.
El seu estil es basa fonamentalment en la combinació de fantasia i humor amb un toc renovat i optimista. Les il·lustracions de l'estudi han estat guardonats amb els premis més prestigiosos com Cannes Lions, Clio, Eurobest, Graphis, Sol, CdeC, Laus –entre d'altres. S'han convertit en els il·lustradors espanyols més publicats en Lüzer's Archive i, recentment, van ser seleccionats per a Lüzer's Archive Special 200 Best Illustrators Worldwide. Entre els seus clients hi ha noms tan coneguts com Nike, Microsoft, Virgin, Gillette, Honda, McDonald's o Kidrobot fins marques de cotxe com Honda, Land Rover, Volkswagen, etc.